# Gele wratspons
De gele wratspons (Celtodoryx ciocalyptoides) is een sponssoort in de taxonomische indeling van de gewone sponzen (Demospongiae). Het lichaam van de spons bestaat uit kiezelnaalden en sponginevezels, en is in staat om veel water op te nemen. De spons behoort tot het geslacht Celtodoryx en behoort tot de familie Coelosphaeridae. De wetenschappelijke naam van de soort werd, als Cornulum ciocalyptoides, voor het eerst geldig gepubliceerd in 1935 door Burton.